# Gerhard Jorch

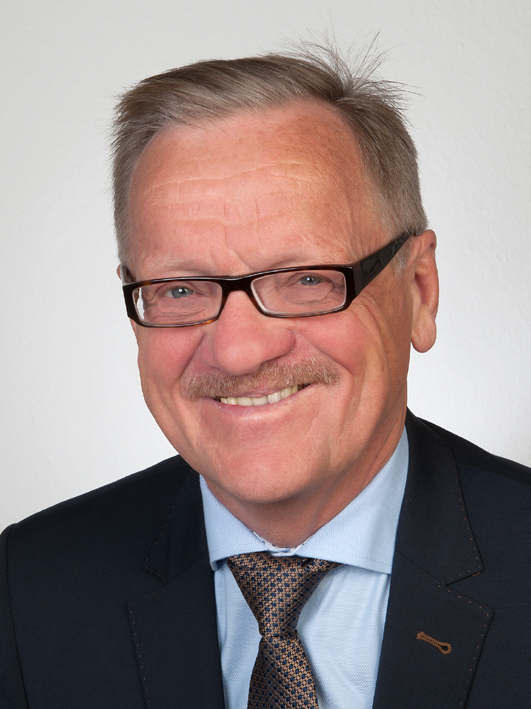
Gerhard Jorch

Gerhard Jorch (* 24. September 1951 in Neuhaus) ist ein deutscher Kinderarzt und Neonatologe. Er war von 1998 bis 2018 Direktor der Klinik für Allgemeine Pädiatrie und Neonatologie an der Otto-von-Guericke-Universität Magdeburg.

## Leben
Gerhard Jorch wurde 1951 als ältestes von sieben Geschwistern in Neuhaus geboren. Nach dem Abitur studierte er bis 1977 Humanmedizin an der Universität Marburg. Er erhielt ein Stipendium der Studienstiftung des Deutschen Volkes. Die Facharztausbildung zum Kinderarzt beendete er 1982 an der Universitätskinderklinik in Münster und wurde im gleichen Jahr Oberarzt. Seine Habilitation schloss er im Jahr 1985 ab und war von 1989 bis 1998 leitender Oberarzt. Im gleichen Jahr wurde er an die Universität Magdeburg als C3-Professor berufen und dort Direktor der Klinik für Allgemeine Pädiatrie und Neonatologie. Die Leitung der gesamten Universitätskinderklinik übernahm er im Jahr 2006. Nach seiner Emeritierung am 30. September 2018 hat Jorch den Schwerpunkt seiner Tätigkeit auf die Betreuung von Mutter-Kind-Zentren in China verlagert.
Jorch belegte nach Focus Gesundheit 2017 gemeinsam mit Angela Kribs von der Kinderklinik der Universitätsklinik Köln und Wolfgang Göpel von der Klinik für Kinder- und Jugendmedizin am Universitätsklinikum Schleswig-Holstein in Lübeck Platz 1 unter den besten Neonatologen.
Jorch ist Vater von 9 Kindern.

## Forschungsschwerpunkte
Im Fokus von Jorch stehen die Frühgeborenen und die Untersuchungen des plötzlichen Kindstodes. Im Rahmen seiner Forschungsarbeit hat er mit dazu beigetragen, dass die Sterberate von Säuglingen durch den Plötzlichen Kindstod maßgeblich gesenkt werden konnte. Er berät Eltern in Kliniksprechstunden sowie seit 2001 auch in Internetforen und gehörte bereits 2008 zu den Stern-Experten für Kinderkrankheiten. Seine Schwerpunkte sind:
1. Ursachen und Prävention von Hirnschäden bei Frühgeborenen (Habilitation, DFG-Projekte) Surfactanttherapie bei Frühgeborenen (Leiter von Zulassungsstudien)
2. Plötzlicher Säuglingstod[13] (Pädiatrischer Leiter mehrerer multizentrischer epidemiologischer Studien zum „Plötzlicher Säuglingstod“)
3. Lifestyle und Kindergesundheit[14] (Impfen[15], Sauna[16], Säuglingsschlaf[17], Rauchen[18])

## Mitgliedschaften und Ehrungen

### Mitgliedschaften
- Ärztekammer Westfalen-Lippe 1990–1998: Fachkommission Neonatologie und Pädiatrische Intensivmedizin, Fachgutachter in Haftpflichtfragen, Qualitätssicherung Neonatologie
- Bundesärztekammer (Wissenschaftlicher Beirat): „Pränatale und perinatale Schmerzempfindung“ 1991 und „Richtlinien zur Feststellung des Hirntodes“ 1997
- Ministerium für Arbeit, Gesundheit und Soziales NRW: Berater hinsichtlich präventiver Maßnahmen zur Säuglingsgesundheit (seit 1990)
- Ministerium für Gesundheit und Soziales Sachsen-Anhalt: Leitung des Arbeitskreises zur Senkung der Säuglingssterblichkeit (1998–2003)
- Gesellschaft für Neonatologie und Pädiatrische Intensivmedizin (GNPI): 2. Vorsitzender 1996-1997, 1. Vorsitzender 1998–2001, Ex-Vorsitzender 2002–2003[19]
- Arbeitskreis Neonatologie und Pädiatrische Intensivmedizin Sachsen-Anhalt e.V. (ANPISA): 1. Vorsitzender seit 2002[20]
- Leiter der Fachkommission Pädiatrische Intensivmedizin an der Ärztekammer Sachsen-Anhalt 1999-2007, der Fachkommission Neonatologie 2003–2007
- Weiterbildungsberechtigung im Fachgebiet Kinder- und Jugendmedizin und im Schwerpunkt Neonatologie
- Ausbildungsberechtigung EEG der DGKN 2008
- Deutsche interdisziplinäre Vereinigung für Intensiv- und Notfallmedizin (DIVI): Präsidiumsmitglied seit 2007[21]

### Auszeichnungen und Kongressleitungen
- Stipendium der Studienstiftung des Deutschen Volkes
- Tagungspräsident der GNPI Tagung 1997 in Münster[22]
- Meinhard von Pfaundler Präventionspreis der Stiftung Kindergesundheit 2004 für Leistungen auf dem Gebiet der SIDS-Prävention[23]
- Tagungspräsident der GNPI  2005 in Magdeburg[24]
- DIVI-Kongresspräsident 2011 in Leipzig[25]
- DIVI-Präsident 2015[26] /16[27]
- DGKJ-Tagungspräsident 2018[28]
- Ehrenmitglied der Deutschen Interdisziplinären Vereinigung für Intensiv- und Notfallmedizin e. V. (Dezember 2023)[29]

## Publikationen
Gerhard Jorch hat seit 1977 300 Publikationen veröffentlicht, davon 125 in internationalen Zeitschriften. Er hielt ca. 500 Vorträge auf Tagungen und Kongressen. Er ist Herausgeber der Fachzeitschriften Intensivmedizin up2date und der NeionatologieScan.
Er ist Herausgeber folgender Bücher:
- Frühgeburt: Rat und Hilfe für die ersten Lebensmonate (Elternratgeber im Herder-Verlag)
- Frühgeborene: Rat und Hilfe für betroffene Eltern (Urania Verlag)
- Klinikleitfaden Pädiatrie intensiv (Elsevier Verlag)
- Neonatologie: Die Medizin des Früh- und Reifgeborenen (Thieme-Verlag)
- Fetoneonatale Neurologie: Erkrankungen des Nervensystems von der 20. SSW bis zum 20. Lebensmonat (Thieme-Verlag)
- Fetoneonatale Lunge (Thieme Verlag)
- Fetoneonatale Infektiologie (Thieme Verlag)
- Der Plötzliche Säuglingstod (Springer Verlag)
- DIVI Jahrbuch 2014/2015: Fortbildung und Wissenschaft in der interdisziplinären Intensivmedizin und Notfallmedizin
- DIVI Jahrbuch 2015/2016: Fortbildung und Wissenschaft in der interdisziplinären Intensivmedizin und Notfallmedizin
- DIVI Jahrbuch 2016/2017: Fortbildung und Wissenschaft in der interdisziplinären Intensivmedizin und Notfallmedizin

### Ausgewählte Publikationen
- K.J.S. Anand, A. Aynsley-Green, E. Bancalari, F. Benini,G.D. Champion, K.D. Craig,  T.S. Dangel, E. Fournier-Charrière, L.S: Franck, R.E. Grunau,  S.A. Hertel, E. Jacqz-Aigrain, G. Jorch, B.I. Kopelman, G. Koren, B. Larsson, N. Marlow, N. McIntosh, A. Ohlsson, G. Olsson, F. Porter, R. Richter,B. Stevens, A. Taddio: Consensus statement for the prevention and management of pain in the newborn. In: Archives of Pediatrics and Adolescent Medicine. Band 155, Nr. 2, 2001, S. 173–180, PMID 11177093.
- R.G. Carpenter,  L.M. Irgens,P.S. Blair, P.D. England, P. Fleming, J. Huber, G. Jorch, P. Schreuder: Sudden unexplained infant death in 20 regions in Europe: Case control study. In: Elsevier Limited (Hrsg.): Lancet. Band 363, Nr. 9404, Juli 2004, S. 185–191, doi:10.1016/S0140-6736(03)15323-8.
- M.M. Vennemann, T. Bajanowski, B. Brinkmann, G. Jorch, K. Yücesan, C. Sauerland, E.A. Mitchell and the GeSID Study Group: Does Breastfeeding Reduce the Risk of Sudden Infant Death Syndrome? In: American Academy of Pediatrics (Hrsg.): Pediatrics. Band 123, Nr. 3, März 2009, S. 406–410, doi:10.1542/peds.2008-2145.
- Vennemann, Mechtild, Martina Findeisen, Trude Butterfaß-Bahloul, Gerhard Jorch, Bernd Brinkmann, Wolfgang Köpcke, T Bajanowski, Ed Mitchell: Modifiable Risk Factors for SIDS in Germany: Results of GeSID. In: Acta Paediatrica, International Journal of Paediatrics. Band 94, Nr. 6, Juni 2005, S. 655–660, doi:10.1080/08035250410024231.
- Gerhard Jorch, Martina Findeisen, Bernd Brinkmann, Eckhardt Trowitzsch, Birgit Weihrauch: Bauchlage und Plötzlicher Säuglingstod. In: Deutsches Ärzteblatt. Band 88, 28. November 1991, S. C2343-C2347.
- A. Rißmann, J. Al-Karawi, G. Jorch: Infant’s Physiological Response to Short Heat Stress During Sauna Bath. In: Klinische Pädiatrie. Band 214, Nr. 3, 2002, S. 132–135, doi:10.1055/s-2002-30149.
- J. Sperhake, G. Jorch, T., Bajanowski: The prone sleeping position and SIDS. Historical aspects and possible pathomechanisms. In: Springer Verlag (Hrsg.): International Journal of Legal Medicine. November 2017, S. 1–5, doi:10.1007/s00414-017-1749-5.